# 睦一信
睦 一信（モク・イルシン、朝鮮語: 목일신、1913年1月18日 - 1986年10月12日）は、大韓民国の児童文学作家、詩人。
本貫は泗川睦氏。父は独立運動家の睦致淑。『누가 누가 잠자나』、『자전거』の作者。1938年3月、関西大学専門部法律学科を卒業。

## 略歴
- 1978~1986年 韓国音楽著作権協会 理事長
- 1978~1986年 韓国児童文学家協会 副会長